# 東洋艦隊 (イギリス)
東洋艦隊（とうようかんたい、英語: Eastern Fleet）、後に東インド艦隊 （ひがしインドかんたい、英語: East Indies Fleet）、次いで極東艦隊（きょくとうかんたい、英語: Far East Fleet）は、1941年から1971年まで存在した、イギリス海軍の艦隊である。
1904年、第一海軍卿サー・ジョン・フィッシャーは、戦時には極東に3つの主力部隊（東インド戦隊（East Indies Squadron）、中国艦隊 (China Squadron) 、オーストラリア戦隊（Australian Squadron））を置き、シンガポールに拠点を置く東洋艦隊がそれを統括すべきであるとした。指揮は中国戦域の司令長官が行うことになっていた。しかし第一次世界大戦の間は各戦隊は別個に命令を受けて行動しており、「東洋艦隊」はその総称として存在しただけだった。この3戦隊による構成は、第二次世界大戦で日本海軍との戦いが始まるまで継続した。
東洋艦隊は1941年12月8日、東インド艦隊と中国艦隊を合体させる形で正式に発足した。初代司令長官はトーマス・フィリップス大将であった。
戦争中、東洋艦隊はオランダ海軍、オーストラリア海軍、ニュージーランド海軍やアメリカ海軍などの他の海軍からも、多くの船と人員を編入した。1944年から1945年にかけてイギリス太平洋艦隊が編成されたために、東洋艦隊は戦争の終結まで東インド艦隊と称した。戦後は極東艦隊と改称し、太平洋海域を含む極東全域にわたって行動した。

## 背景
第一次世界大戦によりドイツ帝国海軍 (Kaiserliche Marine) が崩壊し、極東のドイツ帝国植民地とドイツ東洋艦隊 (Ostasiengeschwader) も消滅すると、イギリスの警戒心は対華21カ条要求などをおこなった大日本帝国にむけられた。イギリス海軍はアジアの英連邦各国や王立植民地を狙う仮想敵国に対抗するため、ワシントン海軍軍縮条約の制限下において航続距離の長いカウンティ級重巡洋艦（ケント級）を建造し、アジア方面の艦隊に配備した。また英連邦の海軍力を増強するため、旧式巡洋艦や軍縮で処分された巡洋戦艦（「オーストラリア」、「ニュージランド」）の代艦として、オーストラリアにケント級重巡2隻とパース級軽巡洋艦3隻を、ニュージーランドにリアンダー級軽巡洋艦2隻を貸与した。
第二次世界大戦まで、インド洋はイギリスの「内海」であった。インド洋はイギリスおよび大英連邦諸国の領土である主要な拠点に取り囲まれ、戦時平時を問わず、必要な戦略物資（ペルシャの石油、マレーのゴム、インドの茶、オーストラリアとニュージーランドの食品など）はインド洋を経由して運ばれる必要があった。イギリスはまたオーストラリアとニュージーランドの人的資源も活用していたため、この海域の貨物輸送の安全は極めて重要であった。それにもかかわらず、イギリス海軍は東洋海域には旧式の艦を配備し、また中国方面や極東方面の部隊は他の区域の増強のために流用されていた。有事の際には侵略艦隊をシンガポール要塞で阻止したあと、本国艦隊や地中海艦隊の有力艦を極東に回航すれば良いと考えていたからである。
1937年7月以降の日中戦争で香港（植民地）や上海市（租界）周辺が不安定になっても、せいぜい新鋭軽巡が進出しただけで、「フッド」などの主力艦は派遣されなかった。あまりに鈍足・弱力のために、大西洋や地中海では役に立たたない旧式の戦艦や空母で構成されていた。
1939年9月の第二次世界大戦勃発とともにドイツ海軍 (Kriegsmarine) は商船を改造した仮装巡洋艦やポケット戦艦2隻（ドイッチュラント、アドミラル・グラーフ・シュペー）を繰り出し、イギリスの通商路を締め上げにかかった。この情勢下、英連邦海軍の巡洋艦もシーレーン保護に駆り出され、ニュージーランド海軍の軽巡「アキリーズ」がラプラタ沖海戦でシュペー撃沈の立役者となった。
1940年6月10日にはイタリアも参戦し、イタリア領東アフリカを根拠地とする艦船で紅海を経由する物資供給ルートを脅かした。さらに悪いことに1941年12月7日（日本時間12月8日）には日本が真珠湾攻撃を行って参戦、その2日後の10日にはマレー沖海戦でZ部隊の戦艦「プリンス・オブ・ウェールズ」と巡洋戦艦「レパルス」を沈め、マレー半島、シンガポールおよびオランダ領東インド諸島を占領し、東からの脅威が拡大した。
その脅威は日本の圧倒的に強力な海軍部隊がインド洋東部で行動を開始し、航空母艦その他の軍艦を沈め、インド東海岸沿いの貨物輸送を妨害し始めたときに現実のものとなった。この頃のことについて、参謀総長サー・アラン・ブルック将軍はこう書いている：
我々は手も足も出ない状態だった!オーストラリアとインドは日本によって脅かされ、我々は一時的にインド洋の支配を失っていた。ドイツはイランと我々の油を脅かし、オーキンレックは砂漠で苦境に陥り、潜水艦による被害は甚大だった。
恐れられていたのは、ドイツと呼応した日本の勢力がイギリス海軍をインド洋から駆逐してインドにも深刻な影響をおよぼすことであり、そしてコーカサスやエジプトでのドイツの勝利がペルシア湾を脅かすことだった。

## 第二次世界大戦初期
1941年までは、この地域に対してイギリスが想定している主な脅威は、ドイツ仮装巡洋艦と潜水艦による通商破壊であった。艦隊の最優先課題は通商の保護であり、輸送船団を護衛して、掠奪者を排除することであった。ドイツは通商破壊を行わせるために商船を改造し、またそれらを支援するために補給船を配置した。極東部隊 (Fernost-Verband) の存在と破壊行為は、最後の通商破壊船「ミヒェル」が1943年10月に撃沈されるまで、イギリス海軍に多大の消耗を強いた。
1940年6月10日にイタリア王国が枢軸陣営として参戦したことにより、東アフリカでも新たな戦線が形成された。海上では、ペルシア湾から紅海と地中海を経由する連合軍の石油供給ルートに脅威が及ぶ。紅海、インド洋および西太平洋におけるイタリア王立海軍の戦力は、駆逐艦、潜水艦、バナナボートなどを改造した少数の武装商船（ラム級仮装巡洋艦）から成っていた。イタリアは、イタリア領東アフリカと中国の天津港を支配していた。イタリア艦船の大部分はエリトリアのマッサワ港を根拠地とし、イタリア海軍の紅海艦隊 (Flotta del Mar Rosso) を構成しており、主に7隻の駆逐艦と8隻の潜水艦から成っていた。
イギリス海軍は紅海部隊 (Red Sea Force) を編成して対抗した。この部隊は軽巡洋艦数隻（リヴァプール、リアンダー、ホバート、カーライル）と駆逐艦部隊で編成されていた。
1940年中に、イタリア紅海艦隊は、紅海におけるイギリス輸送船団襲撃作戦によって潜水艦4隻と駆逐艦1隻を失った。東アフリカのイタリア王立海軍は苦境に陥る。港にとどまることが不可能であるにもかかわらず、海に出ればイギリスの激しい反撃にさらされた。1941年の東アフリカ作戦中において、イギリスおよび大英連邦諸国の軍はまず東アフリカの港を脅かし、占領した。イタリア軍の封鎖突破船は、ドイツ占領下のヨーロッパや、マダガスカルのヴィシー・フランスの植民地、日本、天津、その他庇護を求めうる中立国の港に向かおうとした。
東アフリカの港の占領に際して行われた突破の試みのうち、成功したのは数件だった。4隻のイタリア潜水艦がボルドーまでたどり着き、またイタリアの武装商船3隻のうちラム2世と通報艦「エリトリア」は日本の神戸に、その他数隻の船が親枢軸国側の港に入った。東アフリカにいた残りのイタリア艦船は、捕獲されるか、沈められるか、破棄された。たとえばラム1世は2月27日にニュージーランド海軍の軽巡「リアンダー」と遭遇し、撃沈された。
6隻のイタリア駆逐艦がスエズ港 (Suez Port) とポートスーダンへの攻撃を企図したが、イギリス軍の空海連携作戦の結果、乗組員に遺棄され、6隻とも失われた。イタリア艦隊に対する攻撃で東インド戦隊が失ったのは駆逐艦2隻とスループ1隻のみであった。
東インド戦隊はまた、イラク（アングロ＝イラク戦争、1941年5月～6月）とイラン（イラン進駐、1941年8月の「Operation Countenance」）でイギリスおよび連邦諸国の地上軍を支援した。

## シンガポール
シンガポール陥落以前、シンガポール海軍基地はイギリスの極東司令部の一部を成していた。第一次世界大戦後、イギリスは大日本帝国を仮想敵国としてシンガポール戦略を立案し、世界情勢にあわせて更新した。
イギリスの極東防衛計画は2つの仮定に基づいていた。仮定の第一は、アメリカ合衆国が西太平洋における有力な連合軍側勢力としてシンガポール要塞 (Fortress Singapore) およびイギリス東洋艦隊とともに存在し続けるということであり、フィリピンがイギリス艦隊の前進基地として使用できるということだった。仮定の第二は、日本帝国海軍の技術的能力と攻撃力と意図を正しく評価しているというものだった。これらの前提から、日本艦隊と戦うのはアメリカ海軍であるとイギリス海軍本部（ダドリー・パウンド第一海軍卿、トーマス・フィリップス軍令部次長）は考え、防御火力およびイギリスのプレゼンスを提供する目的で、ネルソン級戦艦とリヴェンジ級戦艦をシンガポールに派遣する予定だった。
1940年6月下旬のフランス降伏と独仏休戦協定によりフランスでヴィシー政権が樹立すると、ドイツと親密な日本はフランス領インドシナにおけるヴィシー政権の権威に圧力を加え、フランス領インドシナへの進駐を開始した。こうしてインドシナで獲得した根拠地は、日本のイギリス領マラヤ、オランダ領東インドへの侵入軍に対する航空カバーの拡大をもたらした。1940年9月27日、日独伊は三国同盟を締結した。日本は三国同盟によって、極東におけるアメリカとイギリスの影響力に対抗しようとした。
アメリカ軍も、フィリピン所在の合衆国極東空軍、アメリカ極東陸軍、合衆国アジア艦隊が日本軍の攻撃に耐えられるとは考えていなかった。アメリカ軍の基本戦略は、極東軍で時間を稼ぎ、その間にアメリカ太平洋艦隊をフィリピンもしくは日本列島に進撃させるというものだった。
連合国のこの仮定は、1941年12月7日（日本時間12月8日）に崩れ去った。南雲機動部隊の行った真珠湾攻撃によってアメリカ太平洋艦隊は大打撃を受け、当面の間、防禦の姿勢を強いられる。アメリカ海軍の有力な支援は望めなくなり、さらにアメリカ陸軍フィリピン守備隊による救援は不可能となった。日本の戦力は予想を上回るものだった。
1941年12月8日、日本軍は南方作戦の一環としてマレー作戦を発動、日本海軍に護衛された日本陸軍がマレー半島のコタバルに上陸して太平洋戦争がはじまった。
この状況下、戦艦「プリンス・オブ・ウェールズ」と巡洋戦艦「レパルス」を基幹とするZ部隊は航空母艦を随伴しておらず、艦上戦闘機の掩護を欠いていた。Z部隊は、インドシナの日本軍各基地から連携して行われる航空攻撃に対して弱体であった。12月10日、Z部隊の主力艦2隻はマレー沖海戦において、インドシナから飛来した九六式陸上攻撃機と一式陸上攻撃機の航空攻撃により撃沈された。
Z部隊には最新の航空母艦「インドミタブル」が割り当てられていたが、ジャマイカで訓練中に座礁して修理を余儀なくされ、太平洋戦争開戦までにシンガポールへ進出できなかった。しかし限定的な航空掩護があったとしても戦隊を守ることができたとは考えられず、「インドミタブル」もまた失われていた可能性もある。またZ部隊とイギリス極東空軍（基地航空部隊）の連携の悪さも際立ち、「ウェールズ」が沈みかけて日本軍陸攻部隊が帰路についた頃、バッファロー戦闘機が戦場に到着したという有様であった。
Z部隊の旗艦沈没と共にサー・トム・フィリップス提督が戦死したため、サー・ジョフリー・レイトン提督（前任の中国艦隊司令長官）が東洋艦隊の指揮を引き継いだ。
レイトン提督（中国艦隊司令長官）は12月初頭に新任の東洋艦隊司令長官（フィリップス大将）に艦隊の指揮を委ねたあと、フィリップス提督の戦死により、かつての自分の艦隊を率いることになった。東洋艦隊が主力艦を失ったので、イギリス連邦が極東で保有する最大艦艇はヨーク級重巡「エクセター」という惨状である。1942年1月初頭にABDA司令部が発足し、極東の連合国軍を統一指揮することになった。
多国籍軍（アメリカ軍、イギリス軍、オランダ軍、オーストラリア軍）が右往左往する中で、東洋艦隊司令部は拠点を日本軍の空襲を受けているシンガポールから、マレー防壁に守られたジャワ島に移した。残されたイギリス陸軍は攻防戦の末に、2月15日のシンガポール陥落という悲劇に直面した。そしてABDA部隊も日本軍の蘭印作戦に対抗できず、ドールマン提督のABDA艦隊はスラバヤ沖海戦、バタビア沖海戦、第二次ジャワ海海戦で消滅した。
ABDA司令部が解散したあと、東洋艦隊はオランダ領東インドから撤退し、さらにセイロン島のトリンコマリーまで後退した。1942年3月、サー・ジェームズ・サマヴィル提督がセイロンに到着し、レイトンから指揮権を引き継いだ。

## インド洋からの撤退

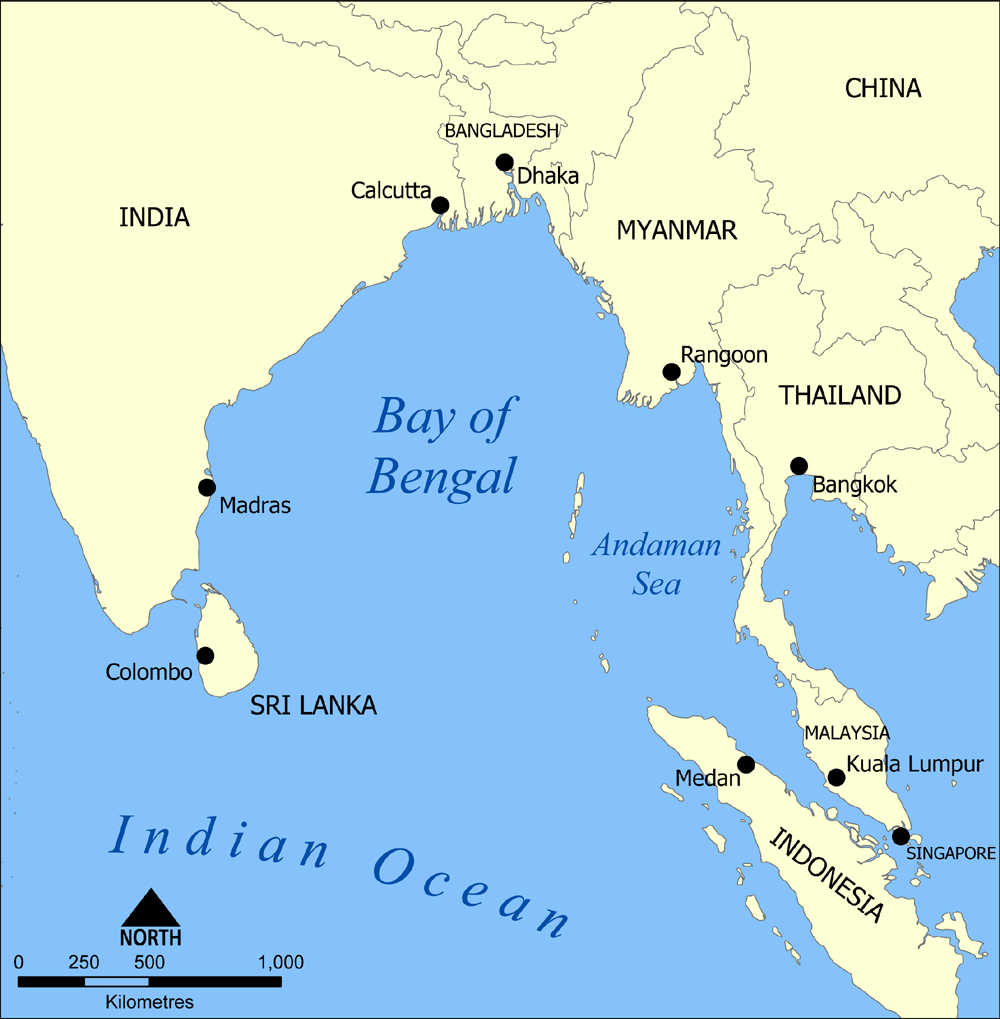
セイロン島と東南アジアの地理

トリンコマリー基地を視察したサマヴィル提督にはその欠陥は明らかだった。港は十分な機能を備えておらず、断固とした攻撃に堪えられず、またスパイの目には何もかもさらけ出されていた。安全で深い錨地を持ち、適切な戦略的位置にある孤島の基地が必要だった。アッドゥ環礁が必要条件を満たしていると判断され、艦隊停泊地としてひそかに開発された。完成したアッドゥ環礁はイギリス海軍によって広範囲に利用された。
東洋艦隊はA部隊とB部隊の2つに分割された。A部隊はサマヴィル提督が直率し、近代化された戦艦「ウォースパイト」およびイラストリアス級航空母艦「インドミタブル」と「フォーミダブル」などから成っていた。アルジャーノン・ウィリス提督が指揮するB部隊は、鈍足のR級戦艦4隻と、空母「ハーミーズ」を主力とし、ケニヤのモンバサの近くのキリンディニにある新しい艦隊運用基地に根拠地を置き、日本艦隊からは比較的安全だった。しかし南雲機動部隊が断固とした攻撃に出た場合、2つの東洋艦隊は、個別にはもちろん、共同してもそれに対抗することはできなかった。
3月下旬に日本軍がアンダマン諸島を占領し、3月31日にはクリスマス島も占領した。東洋艦隊の主力はモルディブのアッドゥ環礁に後退した。1942年4月上旬に南雲機動部隊によるセイロン島急襲と、第一南遣艦隊（馬来部隊）によるインド洋通商破壊作戦が行われ、セイロン沖海戦で空母「ハーミーズ」や重巡2隻などが撃沈された。
セイロン沖海戦で、イギリス東洋艦隊と南雲機動部隊の直接対決が実現しなかったことは、イギリス側にとって幸運であった。空母の性能でも、艦上機の性能でも、イギリス陣営は圧倒的に劣勢だったからである。
前方の艦隊停泊地は日本軍の攻撃の危険性が認識されたため、東洋艦隊はさらにその根拠地をキリンディニ港に移した。また、インド洋の艦隊は、他の戦場が新しく有力な艦艇をより多く必要としていたため徐々に縮小され、船団護衛部隊よりわずかに多い程度にまでなった。
1942年5月、東洋艦隊はマダガスカル侵攻作戦（「アイアンクラッド作戦」）の支援を行った。これは、日本の船がヴィシー・フランス支配下地域の海軍基地を使う如何なる試みをも妨害することを目的とする作戦だった。作戦の間、東洋艦隊は、フランス海軍の艦船（2隻の特設巡洋艦、2隻のスループ、5隻の潜水艦）および日本帝国海軍の仮装巡洋艦と潜水艦群（「報国丸」、「愛国丸」「伊10」、「伊16」、「伊18」、「伊20」および「伊16」・「伊20」搭載の特殊潜航艇）と戦った。5月31日、ディエゴ・スアレスに停泊していたイギリス艦隊を伊16と伊20から発進した甲標的が奇襲し、戦艦「ラミリーズ」が損傷、タンカー「ブリティッシュ・ロイヤルティ」が沈没した。
1942年6月上旬、アメリカ海軍の第17任務部隊（フレッチャー提督、空母ヨークタウンなど）と第16任務部隊（スプルーアンス提督、空母エンタープライズ、ホーネットなど）とによって南雲機動部隊が壊滅し、日本軍の空母機動部隊の優位は失われた。そして、日本軍がインド洋で積極的攻勢をかけてくる恐れもなくなった。
日本海軍は空母機動部隊の再建に取り組むと共に、米豪遮断作戦や、北アフリカ戦線への協力もかねて巡洋艦や駆逐艦によるインド洋通商破壊作戦を行うことになった。7月中旬以降、南西方面艦隊に他部隊の増援艦艇が集められ、7月末から第一南遣艦隊司令長官大川内傳七中将がベンガル湾などでB作戦を実施する予定であった。ちょうどアメリカ軍もソロモン諸島のガダルカナル島とフロリダ諸島に対する奇襲と上陸作戦を計画していた。アメリカ軍はイギリス軍に陽動を依頼し、東洋艦隊がセイロン島に進出する。8月1日、大型艦3隻（戦艦「ウォースパイト」、空母「イラストリアス」、空母「フォーミダブル」）を基幹とするA部隊はスタブ作戦 (Operation Stab) を実施した。アンダマン海に面するメルギーに集結していた日本海軍のB作戦部隊は、飛行偵察で戦艦1隻と空母2隻を含む東洋艦隊を発見し、出撃を延期する。待機中の8月7日にガダルカナル島攻防戦がはじまり、B作戦部隊もソロモン諸島の戦いに転用された。これ以降、日本海軍がインド洋で戦艦や空母を投入する機会は訪れなかった。

## インド洋進撃
艦隊主力が転用され、1944年2月までインド洋は護衛空母と旧式戦艦を中心とする海軍部隊の手に残された。
ヨーロッパ戦線では、1943年9月8日のイタリア降伏で地中海攻防戦が終わった。ドイツ海軍の大型艦も、シャルンホルスト級戦艦「グナイゼナウ」は空襲で大破して改装作業中に廃艦になり、姉妹艦「シャルホルスト」は北岬沖海戦で沈没した。ドイッチュラント級装甲艦（重巡洋艦）「リュッツオウ」と「アドミラル・シェーア」はアドルフ・ヒトラーの大型水上艦解体命令が影響し、戦局が悪化するまで練習艦として過ごした。
最後の脅威となったビスマルク級戦艦「ティルピッツ」も1943年9月下旬のソース作戦でイギリス海軍特殊潜航艇により大破、その後もタングステン作戦など、幾度か空襲を受け損傷していた。
ティルピッツの無力化により連合国軍の水上艦戦力に余裕が生じ、その結果、自由フランス海軍のフランス戦艦「リシュリュー」、イギリス海軍のイラストリアス級航空母艦とキング・ジョージ5世級戦艦複数隻が、巡洋戦艦「レナウン」、戦艦「クイーン・エリザベス」と「ヴァリアント」およびその他の支援艦船とともにインド洋に増強された。
インド洋での積極的な攻勢の開始と、太平洋方面へのイギリス艦隊参戦の準備が整った。アメリカ海軍のアーネスト・キング提督から異議が唱えられたが合意に達することができた。しかしイギリス艦船の乗員と艦隊航空隊（FAA）の飛行機搭乗員は新たな戦法を学ぶ必要があった。その仕上げとして1944年3月下旬、演習（「ディプロマット作戦」）が行われた。目的は、艦隊と給油艦群（オランダ軽巡洋艦「トロンプ」が護衛）が海上で合流し、燃料補給する手順の確認であった。彼らはさらにアメリカ海軍の第58.5任務部隊（航空母艦「サラトガ」と3隻の駆逐艦）と会同し、3月31日にトリンコマリーに戻った。アメリカ任務部隊は防空力の強化と、イギリス艦隊航空隊に必要な戦法を伝えるためにインド洋に派遣されたのである。その戦法は海上での2日ないし3日の集中的な訓練によって伝達された。トリンコマリーへの帰還と米英合同訓練の日付は、資料により異なっている。
4月、キング提督は東洋艦隊に対し、オランダ領ニューギニアの北岸にあるホーランディア（現ジャヤプラ）とアイタペへのアメリカ軍上陸作戦への脅威を除くため、担当区域で日本軍と闘うこと要請した。それに応じてスマトラ島沖のサバンに対する東洋艦隊（第58.5任務部隊を含む）による空襲（「コックピット作戦」）が行われた。奇襲は成功し、軍施設および油田施設は重大な損害を受け、日本の燃料不足をさらに悪化させた。アメリカとの連携はさらに強化され、5月17日のスラバヤ（ジャワ島東部）への次の攻撃（「トランサム作戦」）の成功につながった。この作戦は長距離に及ぶものであり、洋上補給が必須であった。またしても守備側の準備はできておらず、港湾施設、軍施設および油田に重要な損害が生じた。翌18日、「サラトガ」と護衛の駆逐艦は、サマヴィル提督のいう「東洋艦隊と第58.5任務部隊との有益かつ幸福な組み合わせ」を解消して太平洋に戻った。
1944年8月末、サマヴィル提督は、本国艦隊司令長官から異動したサー・ブルース・フレーザー提督に、1942年3月からその任にあった東洋艦隊司令長官の座を引き渡した。その在任期間中、東南アジア方面の連合軍最高司令官であるルイス・マウントバッテンとサマヴィルの間には摩擦があった。高位の軍代表をワシントンに置く必要が生じたことは、その状況を改善する良い機会となった。フレーザーは1944年11月22日に、新たに創設されたイギリス太平洋艦隊に移り、それと同時に、イギリス、オーストラリア、ニュージーランド、オランダおよびフランスの艦船を含んでいた東洋艦隊は「東インド艦隊」となった。
サバンの日本海軍基地への爆撃（「クリムゾン作戦」）を含む更なる一連の攻撃がスマトラ島に対して行われた。東洋艦隊は太平洋進攻のための部隊によって大きく増強された。1945年1月4日にはイラストリアス級空母2隻（インドミタブル、インディファティガブル）がスマトラのパンガランブランダンにある精油所を攻撃をした（「レンティル作戦」）。
最後の攻撃は第63任務部隊がイギリス太平洋艦隊として再編成されるためにオーストラリアのシドニーへ向かう途中で実施された。それはスマトラ島パレンバンの北の Pladjoe と、 Soengei Gerong にある精油所の空襲作戦（「メリディアン作戦」）であった。この作戦は成功したものの、初期の攻撃ほどスムーズには進まなかった。どちらの製油所空襲の場合も悪天候が発艦を遅らせ、喪失・損傷は48機に及んだ。そしてまた悪天候と経験不足により、洋上燃料補給も困難を極め、損害が発生した。
パレンバン攻撃の際、多くの艦隊航空隊パイロットが日本軍によって捕らえられた。彼らはシンガポールに連行され、何人かは日本軍当局によって処刑された。

## 東インド諸島艦隊
英国海軍の新鋭強力な艦は残らずアメリカ太平洋艦隊司令長官チェスター・ニミッツ提督の指揮下に入るためにインド洋を経由して、太平洋に進出した。インド洋に取り残されたのは旧式で速力も遅い英国や連合軍の艦艇で、今や東インド諸島艦隊と呼称されたものだった。
1945年、ラムリー島とアキャブ、それにラングーン近郊への上陸作戦および陽動作戦を含む、東インド艦隊によるビルマ奪還作戦（「ビショップ作戦」）が開始された。
英インド諸島艦隊の第一の任務は、1945年5月初めにラングーンに対する水陸両用作戦を開始し、海上よりの進撃を援護して、英軍のビルマ作戦を支援するにあった。しかし、陸上戦が非常に早く英国側に有利に展開したので、日本軍は海上からの急襲が行われる前にラングーンを撤退してしまった。ところが、その少し後まで、ビルマ戦を支援して作戦行動中の五隻の駆逐艦に栄光の時がやってきた。
1945年5月15日から翌日に掛けて、イギリス艦隊は「デュークダム作戦」を実行し、第26駆逐戦隊 (26th Destroyer Flotilla) の駆逐艦5隻は、護衛空母機によって損傷させられたと報告された日本軍艦を追跡した。第26駆逐戦隊は夜間、マラッカ海峡で第十方面艦隊の輸送作戦に従事していた妙高型重巡「羽黒」と旧式駆逐艦「神風」を捕捉する。第26駆逐戦隊は「神風」を取り逃がしたが、「羽黒」を撃沈した（ペナン沖海戦）。6月7日、イギリス潜水艦「トレンチャント」(HMS Trenchant) がバンカ海峡で輸送作戦中の妙高型重巡「足柄」と駆逐艦「神風」を襲い、「足柄」を撃沈した。
7月には、修理を終えた戦艦「ネルソン」が旗艦となり、リバリー作戦を実施した。

## 通商保護
インド洋の通商保護は東洋艦隊の主たる任務とみなされていた。脅威の対象はドイツ・イタリア・日本の潜水艦、ドイツの軍艦、そしてイタリア・ドイツの仮装巡洋艦だった。東洋艦隊の相当部分が輸送船団の護衛と、敵の潜水艦と水上艦、およびその補給船の捜索に動員された。しかし海軍戦力は大戦期間のほとんどを通じて他の場所で必要とされており、これらの任務には必要最小限の艦しか割り当てられず、また戦艦や航空母艦も護衛艦艇の不足により安全な状態で使うことができなかった。
海軍のものではないが注目すべき活動が1つある。1943年3月、予備連隊のひとつであるカルカッタ軽騎兵連隊のメンバーがゴア港を急襲し、Uボートに情報を運ぶ役割を持ったドイツ船を沈めるという大きな戦果を上げた。

## 戦後
戦後の東洋艦隊はシンガポールに根拠地を置き、極東艦隊に名称を変更し、イギリス連邦占領軍の一部として呉に展開したほか、朝鮮戦争やマレー動乱、1960年代のインドネシア・マレーシア紛争に対処した。1964年時点では空母「ヴィクトリアス」、「セントー」、「ブルワーク」、駆逐艦「ケント」、「ハンプシャー」、その他地中海から移されたものを含む駆逐艦とフリゲート17隻、また約10隻の掃海艇と5隻の潜水艦を擁していた。ケントとヴィクトリアスはシンガポールのレーダーカバーの隙間をカバーし、早期警戒網の一部を担っていた。
極東艦隊は1971年に解散することとなり、イギリス・マレーシア防衛条約の有効期限最終日である1971年10月31日、最後の極東艦隊司令長官であるJ・A・R・トループ少将はその旗を降ろした。その日、彼は補給艦「ストロムネス」艦上で、指揮下の最後の艦艇の乗員から敬礼を受けた。極東艦隊副司令官の旗を掲げた駆逐艦「グラモーガン」に導かれて、フリゲート「シラ」、「アーゴノート」、「グルカ」、「アリシューザ」、「ダナイー」が出航し、工作艦「トライアンフ」と6隻の支援艦艇がそれに続いた。極東艦隊は、イギリス、オーストラリア、ニュージーランドの艦艇からなる小さなANZAC戦隊と交替した。

## 艦艇一覧
第二次世界大戦期間中、イギリス東洋艦隊は、時宜に応じて他の連合国（例えばオーストラリア海軍、自由フランス海軍、オランダ海軍、インド海軍、ニュージーランド海軍、アメリカ海軍など）から多くの軍艦を編入した。以下のリストには東インド艦隊も含まれている。
- ハーミーズ（Hermes） - 空母。1942年4月9日、セイロン沖海戦で沈没。
- イーグル (HMS Eagle)  - 空母。1941年前半まで。
- ヴィクトリアス（Victorious） - 空母。
- イラストリアス（Illustrious） - 空母。
- インドミタブル（Indomitable） - 空母。セイロン沖海戦。
- フォーミダブル（Formidable） - 空母。セイロン沖海戦。
- インディファティガブル (HMS Indefatigable, R10)  - 空母。1944年11月、東洋艦隊。
- ユニコーン（Unicorn） - 空母。1944年、東洋艦隊。
- サラトガ（Saratoga） - アメリカ海軍空母。1944年、東洋艦隊。
- レナウン（Renown） - 巡洋戦艦。1944年、東洋艦隊[67]。
- レパルス（Repulse） - 巡洋戦艦。Z部隊[67]。1941年12月10日、マレー沖海戦で沈没。
- リヴェンジ (HMS Revenge, 06)  - 戦艦。1941年、東洋艦隊。
- ロイヤル・サブリン (HMS Royal Sovereign, 05)  - 戦艦。1941年、東洋艦隊。
- レゾリューション (HMS Resolution) - 戦艦。1942年、東洋艦隊。
- ラミリーズ (HMS Ramillies, 07) - 戦艦。1942年、東洋艦隊。
- クイーン・エリザベス（Queen Elizabeth） - 戦艦。1944年、東洋艦隊、1945年東インド艦隊。
- ウォースパイト（Warspite）- 戦艦。1942年、東洋艦隊[27]（セイロン沖海戦）。
- ヴァリアント（Valiant） - 戦艦。1942年、東洋艦隊。浮きドックの事故で大破、戦線復帰しないまま解体[28]。
- ネルソン (HMS Nelson, 28) - 戦艦。1945年、東洋艦隊[68]。
- プリンス・オブ・ウェールズ（Prince of Wales） - 戦艦。Z部隊。1941年12月10日、マレー沖海戦で沈没。
- ハウ (HMS Howe) - 戦艦。1944年8月、東洋艦隊。
- リシュリュー（Richelieu） - 戦艦。1944年東洋艦隊、1945年東インド艦隊。
- エンペラー（Emperor） - 護衛空母。1945年東インド艦隊。（ヘルキャット約20-24機搭載）
- エンプレス（Empress） - 護衛空母。1945年東インド艦隊。（写真偵察用ヘルキャットほかを搭載）
- アミール（Ameer） - 護衛空母。1945年東インド艦隊。（ヘルキャット約20-24機搭載）
- シャー（Shah） - 護衛空母。1945年東インド艦隊。（アヴェンジャー約10機、ヘルキャット約4機、シーファイア（補用）約5機搭載）
- ケディーヴ（Khedive） - 護衛空母。1945年東インド艦隊。（ヘルキャット約20機搭載）
- ハンター（Hunter） - 戦闘機支援護衛空母。1945年東インド艦隊。（シーファイア24機搭載）
- ストーカー（Stalker） - 戦闘機支援護衛空母。1945年東インド艦隊。（シーファイア24機搭載）
- アタッカー（Attacker） - 護衛空母。1945年5月東インド艦隊。（シーファイア24機搭載）
- ロンドン（London） - 重巡洋艦。1945年東インド艦隊。
- カンバーランド（Cumberland） - 重巡洋艦。1945年東インド艦隊。
- サフォーク（Suffolk） - 重巡洋艦。1945年東インド艦隊。
- サセックス（Sussex） - 重巡洋艦。1945年東インド艦隊。
- コーンウォール（Cornwall） - 重巡洋艦。1942年4月5日、セイロン沖海戦で沈没。
- ドーセットシャー（Dorsetshire） - 重巡洋艦。1942年4月5日、セイロン沖海戦で沈没。
- フィービ（Phoebe） - 戦闘機指揮艦/対空巡洋艦。1945年東インド艦隊。
- ロイヤリスト（Royalist） - 戦闘機指揮艦/対空巡洋艦。1945年東インド艦隊。
- ニューカッスル（Newcastle） - 軽巡洋艦。
- エンカウンター　(HMS Encounter, H10) - 駆逐艦。G部隊。1942年3月1日、第二次ジャワ海海戦で沈没。
- ジュピター (HMS Jupiter, F85) - 駆逐艦。G部隊。1942年2月27日、スラバヤ沖海戦で沈没。
- エレクトラ（英語版） (HMS Electra, H27) - 駆逐艦。Z部隊。1942年2月27日、スラバヤ沖海戦で沈没。
- テネドス (HMS Tenedos, H04) - 駆逐艦。Z部隊。1942年4月5日、セイロン沖海戦で沈没。
- エクスプレス (HMS Express) - 駆逐艦。Z部隊。
- ヴァンパイア (HMAS Vampire, I68)  - オーストラリア海軍駆逐艦。Z部隊。いわゆる屑鉄戦隊。1942年4月9日、セイロン沖海戦で沈没。
- サネット (HMS Thanet) - 駆逐艦。1942年1月27日、エンドウ沖海戦で沈没。
- アダマント（英語版） (HMS Adamant, A164) - 潜水母艦。
- 第2潜水艦戦隊 – S級潜水艦 8隻、T級潜水艦 4隻